# Военно-воздушные силы Республики Кипр
Военно-воздушные силы Кипра (греч. Διοίκηση Αεροπορίας) входят в состав Национальной Гвардии Кипра и представляют собой, по сути, армейскую авиацию, где основное значение придаётся вертолётам. Те несколько самолётов, которыми располагает Командование ВВС Кипра, используются для воздушного наблюдения и как учебные. ВВС Кипра поддерживает теснейшие связи с ВВС Греции. Пилоты ВВС Кипра, как правило, обучаются в греческой военно-воздушной академии.

## Структура
Командование ВВС Кипра
Штаб ВВС Кипра
- 449-я противотанковая вертолётная эскадрилья
- 450-я вертолётная эскадрилья
- Эскадрилья БПЛА
- Центр координации спасательных операций

## Пункты базирования
- Авиабазa Лакатамия, Лефкосия
- Авиабазa Пафос (Авиабаза «Андреас Папандреу»)

## Боевой состав
| Обозначение формирования или части           | Вооружение и оснащение                                    | Место расположения |
| -------------------------------------------- | --------------------------------------------------------- | ------------------ |
| Командование ВВС Кипра                       |                                                           | Никосия, (штаб)    |
| 449-я противотанковая вертолётная эскадрилья | 1-й авиаотряд: SA 342L Gazalle 2-й авиаотряд: Bell 206L-3 | Лакатамия          |
| 450-я вертолётная эскадрилья                 | 1-й авиаотряд: Ми-35П 2-й авиаотряд: BN-2B-21, PC-9       | Пафос              |

## Техника и вооружение
ВВС Кипра располагает весьма ограниченным авиационным имуществом. Обычно многоцелевое использование небоевых летательных аппаратов. Данные о технике и вооружении ВВС Республики Кипр взяты со страницы журнала Aviation Week & Space Technology.
| Изображение                             | Тип               | Производство   | Назначение                            | Количество | Примечания                         |          |
| Самолёты                                | Самолёты          | Самолёты       | Самолёты                              | Самолёты   | Самолёты                           | Самолёты |
| --------------------------------------- | ----------------- | -------------- | ------------------------------------- | ---------- | ---------------------------------- | -------- |
|                                         | Pilatus PC-9      | Швейцария      | Учебно-тренировочный                  | 1          |                                    |          |
|                                         | BN-2B-21 Islander | Великобритания | Наблюдательный, транспортный          | 1          |                                    |          |
| Вертолёты                               |                   |                |                                       |            |                                    |          |
|                                         | Ми-35П            | Россия         | Боевой вертолёт                       | 4          | Экспортный вариант вертолёта Ми-24 |          |
|                                         | SA 342L Gazelle   | Франция        | Противотанковый вертолёт              | 4          | Оснащён ПТРС «HOT»                 |          |
|                                         | AW139             | Италия         | многоцелевой среднеразмерный вертолёт | 3          |                                    |          |
| Беспилотные летательные аппараты (БПЛА) |                   |                |                                       |            |                                    |          |
|                                         | IAI Searcher 2    | Израиль        | Разведывательный                      | 2 группы   | C 2002 года                        |          |

## Опознавательные знаки
Опознавательный знак ВВС Кипра такой же, как и в ВВС Греции. Разница состоит лишь в использовании флага Кипра в качестве знака на киль.

Опознавательный знак ВВС Кипра
Вариант уменьшенной видимости
Знак на киль

## Знаки различия

### Генералы и офицеры
| Категории               | Генералы          | Генералы          | Генералы      | Старшие офицеры | Старшие офицеры | Старшие офицеры | Младшие офицеры | Младшие офицеры   | Младшие офицеры |
| ----------------------- | ----------------- | ----------------- | ------------- | --------------- | --------------- | --------------- | --------------- | ----------------- | --------------- |
|                         |                   |                   |               |                 |                 |                 |                 |                   |                 |
| Греческое звание        | Αντιστράτηγος     | Υποστράτηγος      | Ταξίαρχος     | Σμήναρχος       | Αντισμήναρχος   | Επισμηναγός     | Σμηναγός        | Υποσμηναγός       | Ανθυποσμηναγός  |
| Российское соответствие | Генерал-полковник | Генерал-лейтенант | Генерал-майор | Полковник       | Подполковник    | Майор           | Капитан         | Старший лейтенант | Лейтенант       |

### Сержанты и рядовые
| Категории               | Подофицеры        | Подофицеры  | Сержанты и старшины | Сержанты и старшины | Сержанты и старшины | Сержанты и старшины | Солдаты       | Солдаты  |
| ----------------------- | ----------------- | ----------- | ------------------- | ------------------- | ------------------- | ------------------- | ------------- | -------- |
|                         |                   |             |                     |                     |                     |                     |               | 30px     |
| Греческое звание        | Ανθυπασπιστής     | Αρχισμηνίας | Επισμηνίας          | Σμηνίας             | Έφεδρος Σμηνίας     | Υποσμηνίας          | Ανθυποσμηνίας | Σμηνίτης |
| Российское соответствие | Старший прапорщик | Прапорщик   | Старшина            | Старший сержант     | Сержант             | Младший сержант     | Ефрейтор      | Рядовой  |